# 龙华站 (河北省)
龙华站是位于河北省衡水市景县龙华镇的一个铁路车站，邮政编码053511。车站建于1941年，有石德铁路经过该站，办理客、货运业务，现有6趟旅客列车停靠龙华车站，是石德铁路上唯一办客的四等站，车站及其上下行区间均已电气化。车站距离石家庄站154公里，隶属中国铁路北京局集团衡水车务段，是四等站。